# Боја очију
Боја очију је полигенски фенотип одређен са два различита фактора: пигментацијом дужице ока и зависношћу од фреквенције расејања светлости замућеном средином у строми дужице.  Боју људског ока одређују два фактора - пигментација ириса и начин на који шареница расипа светлост која пролази кроз њу.  Гени диктирају колико ће меланина бити присутно у оку.  Што је више меланина, то је тамније око.  Међутим, може изгледати да се боја очију мења код одређених особа у зависности од количине присутног светла.  Ово се дешава због двоструког слоја шаренице присутног у оку.  Боја зависи и од тога који слој рефлектује светлост.
Како не постоје две особе на свету које имају потпуно исту боју очију, боја шаренице је специфична за сваку особу на свој начин, и зато прво што приметимо код особе управо је боја очију.

## Опште информације
Код људи, пигментација дужице варира од светло смеђе до црне, у зависности од:
- концентрације меланина у пигментном епителу дужице (који се налази се на задњој страни дужице),
- садржаја меланина у строми дужице (налази се на предњем делу дужице) и
- ћелијске густине строме.[4]

Од присуства меланина, уопштено говорећи на Земљи су најчешће присутне смеђе очи, и то у 79% случајева, следе у 8%-10% светске популације, плаве очи у 5%, ћилибар или лешник и у 2% има зелене очи. Изузетно ретке боје очију су сива, црвена/љубичаста.
Појава плавих, зелених и боје лешника очију резултат је Тиндаловог расејања светлости у строми, феномена који је сличан оном који објашњава плаветнило неба који се зове Рејлејево расејање. Како ни плави ни зелени пигменти никада нису присутни у људској дужици или очним течностима. боја очију је пример структуралне боје која варира у зависности од услова осветљења, посебно очију светлије боје.
И док су обојене очи многих врста птица резултат присуства других пигмената, као што су птеридини, пурини и каротеноиди. људи и друге животиње имају многе фенотипске варијације у боји очију.

## Генетика
Генетика и наслеђе боје очију код људи је комплексно. До сада је око 16 гена повезано са наслеђивањем боје очију. Неки од гена за боју очију укључују ОЦА2 и ХЕРЦ2. Раније уверење да је плава боја очију једноставна рецесивна особина показало се нетачним. Генетика боје очију је толико сложена да се може појавити скоро свака комбинација боја очију родитеља и детета. Међутим, полиморфизам гена ОЦА2, близак проксималној регуларној секвенци, објашњава већину варијација боје очију код људи.
На боју очију као једну од наследних особина утиче више од једног гена. који се откривају коришћењем асоцијација на мале промене у самим генима и у суседним генима. Ове промене су познате као једнонуклеотидни полиморфизам (СНП). Стварни број гена који доприносе боји очију тренутно је непознат. Студија у Ротердаму (2009) открила је да је могуће предвидети боју очију са више од 90% тачности за смеђу и плаву користећи само шест СНП-ова. Постоје и докази да би чак 16 различитих гена могло бити одговорно за боју очију код људи; међутим, два главна гена повезана са варијацијама боје очију су ХЕРЦ2 (оба се налазе у хромозому 15).
Ген ОЦА2 (Online Mendelovsko nasleđivanje kod čoveka (OMIM) 203200), када је у варијантном облику, узрокује ружичасту боју очију и хипопигментацију уобичајену у албинизму код људи.
| Име гена | Утицај на боју очију                                                                      |
| -------- | ----------------------------------------------------------------------------------------- |
| ОЦА2     | Повезан са ћелијама које производе меланин, од централне важности за боју очију.          |
| ХЕРЦ2    | Утиче на функцију ОЦА2, са специфичном мутацијом која је снажно повезана са плавим очима. |
| СЛЦ24А4  | Повезан са разликама између плавих и зелених очију.                                       |
| ТИР      | Повезан са разликама између плавих и зелених очију.                                       |

Плаве очи са смеђом мрљом, зелене очи и сиве очи су узроковане потпуно другачијим делом генома. Студија урађена 2008. године у Данској доказала је да сви плавооки људи имају заједничког претка. Односно да је некада у историји постојао први човек који је имао генетску мутацију која је изазвала плаве очи. Тај ген се затим шири на потомке носиоца током многих генерација.
Први носилац гена са плавим очима живео је пре између 6.000 и 10.000 година. Данас има око 300 милиона потомака који имају генетски код за плаве очи у свом ДНК.
Људи европског порекла показују највећу разноликост у боји очију од било које друге популације широм света. Недавни напредак у ДНК технологији открио је неке од историјских разлика у боји очију у Европи. Сви до сада истражени остаци европских мезолитских ловаца-сакупљача показали су генетске маркере за светле очи, у случају ловаца-сакупљача западне и средње Европе у комбинацији са тамном бојом коже. Чини се да су каснији додаци европском генетском фонду, фармери из раног неолита из Анадолије и сточари из бакарног / бронзаног доба Јамнаја (вероватно протоиндоевропска популација) из области северно од Црног мора имали много чешће тамне боје очију и алеле који доводе до светлије коже од првобитне европске популације.

## Класификација боја
Боја дужице може пружити велику количину информација о особи, а класификација њене боја може бити корисна у документовању патолошких промена или одређивању како особа може да реагује на лекове за очи. Системи класификације боје очију крећу се од основног описа светлих или тамних очију до детаљнијих описа применом фотографских стандарда за поређење.  и покушаја да се пронађу објективнији стандарди за поређење боја.
Нормалне боје очију крећу се од најтамнијих нијанси браон до најсветлијих нијанси плаве. Да би се задовољила потреба за стандардизованом класификацијом, која је истовремено једноставна и довољно детаљна за истраживачке сврхе, Седон са сарадницима осмислио је степеновани систем процене заснован на преовлађујућој боји дужице и количини присутног смеђег или жутог пигмента. По њима постоје три боје пигмента које одређује боју очију у зависности од њихове пропорције, што одређује спољашњи изглед дужице, заједно са структурном бојом. Зелене дужице, на пример, имају жуту и плаву структурну боју. Смеђе дужице садрже више или мање меланина. Неке очи имају тамни прстен око дужице, који се назива лимбални прстен.
За разлику од људи боја очију код животиња је другачије регулисана.
Како перцепција боје зависи од услова гледања (нпр количине и врсте осветљења, као и нијансе околног окружења), и перцепција боје очију је различита  (нпр очи тачно на граници између сиве и плаве или плаве и зелене, изгледају другачије при различитом осветљењу).

## Промене у боји очију
Већина новорођених беба које имају европско порекло имају очи светле боје. Како се дете развија, меланоцити (ћелије које се налазе унутар дужице људских очију, као и коже и фоликула косе) полако почињу да производе меланин. Пошто ћелије меланоцита непрестано производе пигмент, у теорији боја очију може да се промени. Боја очију одраслих обично се успоставља између 3 и 6 месеци старости, мада то може бити и касније. Посматрајући дужицу одојчета са стране користећи само пропуштено светло без рефлексије са последње стране дужице, могуће је открити присуство или одсуство ниског нивоа меланина. Већа је вероватноћа да ће дужица која изгледа плава под овом методом посматрања остати плава и како беба стари. Дужица која изгледа златно садржи нешто меланина ча к иу овом раном добу и вероватно ће постати плава у зелену или браон како дете стари.
Промене (светљење или затамњење) боје очију током раног детињства, пубертета, трудноће, а понекад и након озбиљне трауме (као хетерохромија) сугеришу да очи понекад мењају боју под одређеним околностима, услед хемијских реакција или хормонских промена у телу.
Студије на близанцима који су беле расе, како братским тако и једнојајчаним, показале су да боја очију током времена може бити подложна промени, а велика демеланизација такође може бити генетски одређена. Већина промена боје очију је примећена или пријављена код белаца са очима боје лешника или ћилибара. Што је већа количина меланина у дужици и што је гушћа текстура меланина, то је тамнија боја очију особе; иста концентрација меланина зависи и од многих фактора као што су наследни и еколошки.
Најважнија улога меланина у дужици је заштита очију од штетних сунчевих зрака. Људи са светлијим бојама очију, као што су плаве или зелене, имају смањену заштиту од сунца, па им је потребна већа заштита од сунчевих зрака него онима са тамнијим бојама очију.
Људско око се састоји од две врсте рецептора за светлост и боју у мрежњачи. Цилиндричне ћелије су фоторецептори ока који имају црно-бели вид и, у зависности од количине светлости примљене из околине, одређују количину таме и осветљеност објеката. Број цилиндричних ћелија је већи од броја рецептора за боју и достиже око 120 милиона; конусне ћелије, које су мање по броју од светлосних рецептора, имају вид у боји и подељене су у три различите категорије, од којих свака препознаје једну од боја плаве, црвене и зелене, омогућавајући појединцу да разликује боје.

## Табела боја очију
Мартин-Шулц скала, развијена из Мартинове скале, је стандардна скала боја која се обично користи у физичкој антропологији за утврђивање мање или више прецизне боје очију појединца. Креирали су га антрополози Рудолф Мартин и Бруно К Шулц у првој половини 20. века. Скала се састоји од 20 боја (од светлоплаве до тамно браон-црне) које одговарају различитим бојама очију које се примећују у природи због количине меланина у дужици:
Светле и светле помешане очи (16–12 у Мартиновој скали)
Чисто светле (16–15 у Мартиновој скали)
- 16: чиста светле плаве
- 15: сива

Светле мешане (14–12 у Мартиновој скали)
- 14: Веома светле мешане (плава са сивом или зелена или зелена са сивом)
- 13-12: Светле мешано (светло или врло светло помешано са малом примесом браон)

Помешане (11–7 у Мартиновој скали)
- Мешавина светлих очију (плавих, сивих или зелених) са смеђим када су светли и смеђи изглед на истом нивоу

Тамне и тамно мешане (6–1 по Мартиновој скали)
- Тамно-мешане: 6–5 у Мартиновој скали. Смеђа са малом примесом светлости
- Тамно: 4–1 у Мартиновој скали. Смеђа (светло браон и тамно браон) и веома тамно браон (скоро црна)

### Браон
Уз неколико изузетака, сви сисари имају смеђе или тамно пигментисане дужице. Код људи, смеђа је најчешћа боја очију, са око 79% људи на свету. Смеђе очи су резултат релативно високе концентрације меланина у строми дужице, што доводи до апсорпције светлости краћих и дужих таласних дужина.
Тамносмеђе очи су доминантне код људи и у многим деловима света, то је скоро једина присутна боја дужице. Смеђе очи су уобичајене у Европи, источној Азији, југоисточној Азији, средњој Азији, јужној Азији, југозападној Азији, Океанији, Африци и Америци. Светле или средње пигментисане смеђе очи се такође могу наћи у јужној Европи, Америци и деловима средње, југозападне и јужне Азије.

### Ћилибар
Очи ћилибара су постојане боје и имају јаку жућкасто-златасту и румено-бакарну нијансу. Ово може бити због таложења жутог пигмента званог липохром у дужици (који се такође налази у зеленим очима). Очи ћилибара не треба мешати са очима боје лешника; иако очи боје лешника могу да садрже мрље ћилибара или злата, обично имају много других боја, укључујући зелену, браон и наранџасту. Такође, очи боје лешника могу изгледати да мењају боју и да се састоје од мрља и таласа, док су очи боје ћилибара чврсте златне нијансе. Очи боје ћилибара могу такође садржати веома светлу златно-сиву боју.
Очи неких голубова садрже жуте флуоресцентне пигменте познате као птеридини. Сматра се да су јарко жуте очи америчке буљине последица присуства птеридинског пигмента ксантоптерина унутар одређених хроматофора (званих ксантофори) који се налазе у строми дужице. Код људи се сматра да су жућкасте мрље или мрље последица пигмента липофусцина, такође познатог као липохром. Многе животиње као што су грабљивице, домаће мачке, сове, орлови, голубови и рибе имају очи боје ћилибара као уобичајену боју, док се код људи ова боја јавља ређе. Ћилибар је трећа најређа природна боја очију после зелене и сиве, са 5% светске популације. Људи са том бојом очију живе у значајном проценту у Пакистану и региону Балкана, као и у Мађарској, јужној Француској, Италији, а у мањој мери на Иберијском полуострву и Блиском истоку.

### Лешник
Очи боје лешника су последица комбинације Рејлијевог расејања и умерене количине меланина у предњем граничном слоју дужице. Чини се да очи боје лешника често мењају боју из смеђе у зелену. Иако се лешник углавном састоји од браон и зелене боје, доминантна боја у оку може бити или смеђа/златна или зелена. Многи људи греше да су очи боје лешника ћилибара и обрнуто.
Дефиниције боје очију лешника варирају: понекад се сматра синонимом за светло браон или златну боју, као у боји љуске лешника.
Око 18% становништва САД и 5% светске популације има очи боје лешника.

### Зелене
Зелене очи вероватно су резултат интеракције више варијанти унутар ОЦА2 и других гена. Били су присутни у јужном Сибиру током бронзаног доба.
Најчешћи су у северној, западној и средњој Европи. У Шкотској 29% људи има зелене очи. Око 8-10% мушкараца и 18-21% жена на Исланду и 6% мушкараца и 17% жена у Холандији имају зелене очи. Међу европским Американцима, зелене очи су најчешће међу онима новијег келтског и германског порекла, око 16%, док 40,8% Италијана из Вероне, 22,5% Шпанаца из Аликантеа и 15,4% Грка из Солуна имају зелене, сиве, и плаве очи. Глобално, међутим, зелена се сматра најређом природном бојом очију; има је само 2% светске популације.
Зелена боја је узрокована комбинацијом: 1) ћилибарне или светлосмеђе пигментације у строми дужице (која има ниску или умерену концентрацију меланина) са: 2) плавом нијансом створеном Раилеигховим расипањем рефлектоване светлости.

### Плаве
Нема плаве пигментације ни у дужици ни у очној течности. Дисекцијом се открива да је пигментни епител дужице браонкасто црн због присуства меланина. За разлику од смеђих очију, плаве очи имају ниску концентрацију меланина у строми дужице, која лежи испред тамног епитела. Дуже таласне дужине светлости имају тенденцију да се апсорбују у тамном доњем епителу, док се краће таласне дужине рефлектују и подлежу Рејлијевом расејању у замућеној средини строме. Ово је иста фреквентна зависност расејања која објашњава плави изглед неба. Резултат је „Тиндалова плава“ структурна боја која варира у зависности од спољашњих услова осветљења.
Код људи, образац наслеђивања праћен плавим очима сматра се сличним оном код рецесивних особина (уопштено, наслеђивање боје очију се сматра полигенском особином, што значи да је контролисано интеракцијама неколико гена). Године 2008. ново истраживање је пронашло једну генетску мутацију која доводи до плавих очију. Аутори сугеришу да је мутација можда настала у северозападном делу црноморског региона и додају да је „тешко израчунати старост мутације“.

Плаве очи су уобичајене у северној и источној Европи, посебно око Балтичког мора. Плаве очи се такође налазе у јужној Европи, средњој Азији, јужној Азији, северној Африци и југозападној Азији.
- Бирманско маче са карактеристичним сафир плавим очима
- Врана из џунгле
- Прва плавоока коала за коју се зна да је рођена у заточеништву[62]

Иста ДНК секвенца у региону ОЦА2 гена међу плавооким људима сугерише да они можда имају једног заједничког претка.
Ажурирано: 2016., најранији пронађени остаци Homo sapiens са генима за комплексију светлих и плавих очију стари су 7.700 година и пронађени су у Mотали, Шведска.
Отприлике 8% до 10% светске популације има плаве очи. Студија из 2002. је показала да је преваленција плаве боје очију међу белом популацијом у Сједињеним Државама 33,8% за оне рођене од 1936. до 1951. године, у поређењу са 57,4% за оне рођене од 1899. до 1905. {Завршно са 2006. годином, сваки шести Американац или 16,6% укупне америчке популације, има плаве очи, укључујући 22,3% белаца. Плаве очи су и даље све мање уобичајене међу америчком децом. Педесет и шест процената Словенаца има плаво-зелене очи.

### Сиве
Попут плавих очију, сиве очи имају тамни епител на задњој страни дужице и релативно чисту строму на предњој страни. Једно могуће објашњење за разлику у изгледу сивих и плавих очију је да сиве очи имају веће наслаге колагена у строми, тако да светлост која се рефлектује од епитела подлеже расејању (које није јако зависно од фреквенције). него Рејлијево расејање (при чему се краће таласне дужине светлости распршују више). Алтернативно, сугерисано је да се сиве и плаве очи могу разликовати по концентрацији меланина на предњем делу строме.
Сиве очи се такође могу наћи међу алжирским народом Шавија на планинама Орес у северозападној Африци, на Блиском истоку / западној Азији, средњој Азији и јужној Азији. Грчка богиња Атина се појављује са сивим очима (γλαυκωπις). Када се посматра зумирано, сиве очи показују мале количине жуте и браон боје у дужици.
Сива је друга најређа природна боја очију после зелене, са 3% светске популације.

### Посебни случајеви

#### Црвена и љубичаста
Очи људи са тешким облицима албинизма могу изгледати црвене под одређеним условима осветљења због изузетно ниских количина меланина, омогућавајући крвним судовима да прођу. Поред тога, фотографија са блицем понекад може да изазове „ефекат црвених очију“, при чему се веома јака светлост блица одбија од мрежњаче, која је у изобиљу васкуларна, због чега зеница на фотографији изгледа црвено.
Иако дубоке плаве очи неких људи као што је Елизабет Тејлор могу да изгледају као љубичасте у одређеним тренуцима, праве очи љубичасте боје се јављају само због албинизма. Очи које изгледају црвене или љубичасте под одређеним условима због албинизма су присутне у мање од 1 процента светске популације.

#### Две различите боје
Као резултат хетерохромија, такође је могуће имати две различите боје очију. Ово се дешава код људи и одређених раса домаћих животиња и погађа мање од 1 процента светске популације.

## Медицинске импликације
Утврђено је да они са светлијом бојом дужице имају већу преваленцију дегенерације макуле са узрастом (АРМД) од оних са тамнијом бојом дужице; светлија боја очију је такође повезана са повећаним ризиком од прогресије АРМД-а. Сива дужица може указивати на присуство увеитиса, а повећан ризик од увеалног меланома је пронађен код оних са плавим, зеленим или сивим очима. Међутим, студија из 2000. године сугерише да су људи са тамносмеђим очима изложени повећаном ризику од развоја катаракте и стога би требало да штите очи од директног излагања сунчевој светлости.

### Вилсонова болест
Вилсонова болест укључује мутацију гена који кодира ензим АТПазу 7Б, који спречава да бакар у јетри уђе у Голџијев апарат у ћелије. Уместо тога, бакар се акумулира у јетри и другим ткивима, укључујући и дужицу ока. Ово резултира формирањем Кајзер-Флешер прстенова, тамних прстенови који окружују периферију зенице.

### Хетерохромија
Хетерохромија (heterochromia iridum или heterochromia iridis) је стање ока у коме је једна дужица различите боје од друге (потпуна хетерохромија), или где је део једне дужице различите боје од остатка (делимична хетерохромија или секторска хетерохромија). То је резултат релативног вишка или недостатка пигмента унутар дужице или дела дужице, који може бити наслеђен или стечен болешћу или повредом. Ово неуобичајено стање обично настаје због неуједначеног садржаја меланина. Одговорни су бројни узроци, укључујући генетске, као што су химеризам, Хорнеров синдром и Варденбургов синдром.
Химера може имати две различите боје ока, баш као и свака два брата и сестре - јер свака ћелија има различите гене за боју очију.
Постоји много других могућих разлога за два ока различите боје. На пример, филмски глумац Ли ван Клиф рођен је са једним плавим оком и једним зеленим оком, особином која је наводно била уобичајена у његовој породици, што сугерише да је то генетска особина. Ова аномалија, за коју су филмски продуценти мислили да би узнемирила филмску публику, исправљена је тако што је Ван Клиф носио смеђа контактна сочива. Дејвид Боуви је, с друге стране, имао различите боје очију због повреде због које је једна зеница била трајно проширена.
Друга хипотеза о хетерохромији је да она може бити резултат вирусне инфекције in utero која утиче на развој једног ока, вероватно кроз неку врсту генетске мутације. Повремено, хетерохромија може бити знак озбиљног здравственог стања.
Уобичајени узрок код женки са хетерохромијом је инактивација Х хромозома, што може резултирати бројним хетерохроматским особинама, као што су калико мачке. Траума и одређени лекови, као што су неки аналози простагландина, такође могу изазвати повећану пигментацију на једном оку. Понекад је разлика у боји очију узрокована крвљу обојеном дужицом након повреде.

## Утицај на вид
Иако су људи са светлијом бојом очију генерално осетљивији на светлост јер имају мање пигмента у дужици да би их заштитили од сунчеве светлости, мало је или уопште нема доказа да боја очију има директан утицај на квалитет вида као што је оштрина вида. Међутим, постоји студија која је открила да тамнооки људи боље раде на задацима реактивног типа, што сугерише да можда имају боље време реакције. Људи са светлим очима су се, међутим, боље понашали у такозваним самосталним задацима, који укључују активности попут ударања лоптице за голф или бацања лопте за бејзбол. У другој студији, људи са тамнијим очима имали су бољи учинак у ударању лоптице рекетом. Постоје и друге студије које оспоравају ове налазе. Према научницима, потребно је више студија да би се потврдили резултати.